# Apple ID
Обліковий запис Apple (Apple Account), раніше відомий як Apple ID — система аутентифікації, яка використовується в багатьох продуктах Apple, зокрема в iTunes Store, App Store, iCloud тощо.
Apple ID є обліковим записом, який дозволяє користувачам отримувати доступ до ресурсів Apple.

## Реєстрація Apple ID
Apple ID можна зареєструвати безкоштовно на appleid.apple.com. Для реєстрації потрібно діюча email-адреса (на неї буде відправлено листа з підтвердженням). Ця адреса згодом стане Apple ID. Створити обліковий запис можливо і без введення даних кредитної карти.

## Персоналізація OS X і iOS
Apple ID містить особисту інформацію та налаштування користувачів. Коли Apple ID використовується для входу на пристрої Apple (наприклад, iPhone або iPod touch), пристрій автоматично отримає налаштування, збережені в цьому Apple ID. Apple ID також прискорює процес початкового налаштування OS X і iOS. Коли користувач вперше включає новий продукт, йому буде запропоновано ввести дані Apple ID, якщо такий є. Після цього дані, збережені в акаунті (пошта, контакти, календарі тощо), будуть автоматично перенесені на пристрій.

## Внесення змін до Apple ID
Змінити пароль або особисту інформацію можна на My Apple ID [Архівовано 8 серпня 2015 у Wayback Machine.], натиснувши на кнопку «Manage your Apple ID». Зміни, зроблені з використанням одного з пристроїв, будуть потім застосовані до всіх програм і пристроїв, пов'язаних з цим акаунтом (наприклад, онлайн-магазин Apple Store, iCloud або iPhoto). Щоб запобігти злому облікового запису і захистити особисті дані користувача, Apple відправляє email з повідомленням про підтвердження внесених змін.

## Використання різних Apple ID
Користувачам потрібно Apple ID для здійснення покупок в iTunes Store, використання iCloud та інших цілей. Використання більше одного Apple ID викликає певні труднощі. Apple допускає створення декількох облікових записів для одного користувача, однак не дозволяє згодом об'єднувати їх.

## Відновлення Apple ID
Apple ID може бути заблокований з причин безпеки, якщо пароль був введений неправильно кілька разів поспіль. Користувач буде сповіщений про помилку наступним повідомленням: «Цей обліковий запис Apple ID відключена з міркувань безпеки». Apple ID і пароль будуть відновлені після відповіді на питання, задані системою безпеки, на iForgot [Архівовано 20 квітня 2013 у Wayback Machine.]. Пароль відновлений не буде через міркувань безпеки. Якщо виникла помилка «Ваш Apple ID був дезактивований» без пояснень причини, то слід звернутися до служби підтримки [Архівовано 11 серпня 2015 у Wayback Machine.] iTunes Store.